# Médias à Détroit

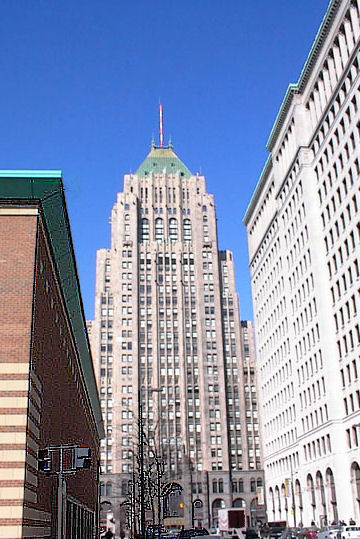
Le Fisher Building, un site historique, est la maison du Fisher Theatre, avec la radio WJR

En tant que "Ville de l'Automobile", Détroit a une place spéciale dans l'information. L'Université de Wayne State offre une formation de journaliste.

## Journaux
Les journaux locaux de Détroit sont le Detroit Free Press et le Detroit News. Le Detroit Free Press est le quotidien appartenant à Gannett Company le plus vendu, après USA Today. The Detroit News appartient à MediaNews Group. Les autres publications sont les tabloïds comme The Metro Times et Crain's Detroit Business, l'hebdomadaire Michigan Chronicle (le plus diffusé de l'État du Michigan appartenant aux Afro-américains) et le Michigan Citizen et Hour Media publient Hour Detroit magazine mensuel ainsi que Detroit Home et DBusiness.

## Télévision
Le marché de la télévision de Détroit est le onzième des États-Unis; néanmoins, ces estimations n'incluent pas les secteurs de l'Ontario, Canada (Windsor et ses diffusions aux alentours sur le câble et le satellite, aussi bien que plusieurs autres marchés du câble en Ontario, comme la ville d'Ottawa) qui reçoit les télévisions de Détroit, en conclusion les audiences peuvent être plus élevées. Les télévisions diffusées à Détroit incluent WJBK (Fox), WDIV-TV (NBC), WXYZ-TV (ABC), and WWJ-TV (CBS). Les autres chaines de télévision de Détroit comprennent WMYD (MyNetworkTV), WKBD-TV (The CW), WPXD-TV (Ion Television) et WADL (Indépendant). WTVS est la chaîne publique du réseau PBS de la ville. Les habitants de Détroit reçoivent aussi CBET-DT, l'affilié CBC Television de Windsor. Certains téléspectateurs peuvent recevoir les télévisions canadiennes comme TVOntario, CTV, Global, CTV Two, et SRC. Discover Detroit TV qui diffuse chaque lundi à 17:30 sur "Detroit's PBS affiliate" est sponsorisé par "the Detroit Metro Convention & Visitors Bureau".
Chaînes américaines :
- WJBK 2 (Fox)
- WDIV 4 (NBC, NBC WX+ on DT2)
- WXYZ 7 (ABC)
- WDWO 18 / W27CJ 27 (TCT / COR)
- WMYD 20 (MNTV)
- WUDT 23 (UNI)
- WLPC 26 (FN)
- WFUM 28 (PBS)
- WPXD 31 / W48AV 48 (ION)
- W33BY (IND)
- WADL 38 (IND/JTV/WORD)
- WKBD 50 (The CW)
- WTVS 56 (PBS, Kids on DT2, Create! on DT3)
- WWJ 62 (CBS)
- W66BV 66 (TBN)
- W67AJ 67 / WLNS 6 (CBS)

Chaînes canadiennes
- CBET 9 (CBC)
- CHWI 16 / 60 (CTV Two)
- CIII 22 / 29 (Global)
- CICO 32 / 59 (TVO)
- CBLN 34 / 64 (CBC)
- CFTV 34 (IND)
- CKCO 42 (CTV)
- CBLFT 48 / 68 (SRC)
- CBEFT 54 (SRC)

Télévisions locales du câble
- US :
  - Michigan Channel (PBS, U of M)
  - WOLV (U of M Student TV)
  - FSN Detroit
- Canada:
  - Leafs TV
  - Sportsnet Ontario
  - TV Cogeco (Windsor, Leamington)
  - TV Cogeco (Chatham, Sarnia)

Significantly Viewed Out-of-Market Broadcast Stations
Reception may vary by geographical location
- Toledo:
  - WTOL 11 (CBS)
  - WTVG 13 (ABC)
  - WNWO 24 (NBC)
  - WGTE 30 (PBS)
  - WUPW 36 (Fox)
  - WLMB 40 (Ind)
- Mid-Michigan:
  - WNEM 5 (CBS / MNTV)
  - WJRT 12 (ABC)
  - WEYI 25 (NBC)
  - WSMH 66 (Fox)
- Lansing:
  - WILX 10 (NBC)
  - WKAR 23 (PBS)
  - WSYM 47 (Fox)
  - WLAJ 53 (ABC)
- Cleveland:
  - WKYC 3 (NBC)
  - WEWS 5 (ABC)
  - WJW 8 (Fox)
  - WOIO 19 (CBS)
  - WUAB 43 (MNTV / The Tube)
- London:
  - CFPL 10 (A-Channel)

## Radio
Détroit a le neuvième marché radio des États-Unis, ces audiences n'incluent pas les auditeurs canadiens. Les principales radio AM sont WWJ 950 (news), WJR 760 (news-talk), WDFN 1130 (sports), WXYT 1270 (sports-talk) et WDTW 1310 (Air America). WDET 101.9 est la radio NPR de Détroit. WUOM 91.7 et WEMU 89.1 sont aussi des stations de NPR de Ann Arbor-Ypsilanti. 